# Slovenia Open Challenger 2014
Lo Slovenia Open Challenger 2014, noto anche come Tilia Slovenia Open, è stato un torneo di tennis facente parte della categoria ATP Challenger Tour nell'ambito dell'ATP Challenger Tour 2014. È stata la 2ª edizione del torneo che si è giocato a Portorose in Slovenia dal 7 al 13 luglio 2014 su campi in cemento e aveva un montepremi di 42 500 €.

## Singolare

### Teste di serie
| Nazionalità | Giocatore                | Ranking* | Testa di serie |
| ----------- | ------------------------ | -------- | -------------- |
| Slovenia    | Blaž Kavčič              | 98       | 1              |
| Lussemburgo | Gilles Müller            | 103      | 2              |
| Russia      | Evgenij Donskoj          | 114      | 3              |
| Spagna      | Adrián Menéndez Maceiras | 169      | 4              |
| Francia     | David Guez               | 170      | 5              |
| Italia      | Thomas Fabbiano          | 172      | 6              |
| Italia      | Flavio Cipolla           | 199      | 7              |
| Serbia      | Ilija Bozoljac           | 200      | 8              |

- Ranking al 24 giugno 2014.

### Altri partecipanti
Giocatori che hanno ricevuto una wild card:
- Aljaz Jakob Kaplja
- Aljaž Radinski
- Tomislav Ternar
- Mike Urbanija

Giocatori che sono passati dalle qualificazioni:
- Tom Kocevar-Desman
- Erik Crepaldi
- Evgenij Karlovskij
- Filip Veger

## Doppio

### Teste di serie
| Nazionalità | Giocatore                | Nazionalità | Giocatore          | Ranking* | Testa di serie |
| ----------- | ------------------------ | ----------- | ------------------ | -------- | -------------- |
| Russia      | Victor Baluda            | Russia      | Konstantin Kravčuk | 253      | 1              |
| Bielorussia | Sjarhej Betaŭ            | Bielorussia | Aljaksandr Bury    | 254      | 2              |
| Spagna      | Adrián Menéndez Maceiras | Croazia     | Franko Škugor      | 256      | 3              |
| Australia   | Jordan Kerr              | Francia     | Fabrice Martin     | 344      | 4              |

- Ranking al 24 giugno 2014.

### Altri partecipanti
Coppie che hanno ricevuto una wild card:
- Tom Kocevar-Desman /  Mike Urbanija
- Matjaz Jurman /  Gregor Repina
- Rok Jarc /  Aljaz Jakob Kaplja

## Vincitori

### Singolare
Blaž Kavčič ha battuto in finale  Gilles Müller con il punteggio di 7–5, 64–7, 6–1

### Doppio
Sjarhej Betaŭ /  Aljaksandr Bury hanno battuto in finale  Ilija Bozoljac /  Flavio Cipolla con il punteggio di 6–0, 6–3